# Resident Evil 3 (videojuego de 2020)
Resident Evil 3  —cuyo título original en Japón es Biohazard RE: 3 (バイオハザード3 Baiohazādo Surī)— es un videojuego de acción y aventura de disparos en tercera persona de terror y supervivencia desarrollado y publicado por Capcom. Es un remake del juego de 1999 Resident Evil 3: Nemesis. Los jugadores controlan a la exagente de élite Jill Valentine y al mercenario Carlos Oliveira mientras intentan encontrar una vacuna y escapar de una ciudad durante un brote de zombis. El juego se juega desde una perspectiva en tercera persona y requiere que el jugador resuelva acertijos y derrote monstruos mientras es perseguido por una criatura llamada Némesis. Se lanzó para PlayStation 4, Windows y Xbox One en abril de 2020 y Amazon Luna, PlayStation 5 y Xbox Series X/S en junio de 2022, con una versión en la nube de Nintendo Switch lanzada en noviembre de 2022. La versión de Apple (iOS, iPadOS, macOS) se lanzó en marzo de 2025.
La mayor parte de Resident Evil 3 se desarrolló al mismo tiempo que la nueva versión de 2019 de Resident Evil 2; Ambos juegos se ejecutan en RE Engine de Capcom. Aunque presenta la misma premisa que el original, muchas partes se reorganizaron a favor de una historia más centrada. Para honrar el enfoque más orientado a la acción del original, los desarrolladores renovaron la velocidad de movimiento y las animaciones del remake de Resident Evil 2 y agregaron la capacidad de esquivar ataques. Debido a que se excluyeron algunas características del juego original, se incluyó un juego multijugador en línea separado, Resident Evil: Resistance, con Resident Evil 3.
El juego recibió críticas generalmente favorables de los críticos, que elogiaron su narrativa convincente, su atmósfera tensa y sus gráficos. Las críticas se dirigieron a su corta duración y a las características que faltaban en el original. El mayor énfasis en la acción y las secuencias guionadas decepcionó a algunos críticos. El juego había vendido 9,2 millones de unidades en noviembre de 2024.

## Jugabilidad
Resident Evil 3 es un videojuego de disparos en tercera persona de terror y supervivencia. El jugador controla a la protagonista de Resident Evil, Jill Valentine, durante la mayor parte del juego; ciertas secciones requieren que el jugador controle a un personaje secundario, Carlos Oliveira, durante períodos cortos. El jugador debe explorar el entorno para abrir puertas, subir escaleras y recoger objetos. Cuando se recolecta un artículo, se almacena en un inventario al que se puede acceder en cualquier momento. Los elementos del inventario se pueden usar, examinar y combinar para resolver acertijos y obtener acceso a áreas que antes eran inaccesibles. El jugador puede recoger mapas para revelar secciones inexploradas en el mapa automático del juego, que muestra la posición actual del jugador e indica si un área todavía tiene elementos para recolectar. Se presentan escenas con eventos ocasionales de tiempo rápido a intervalos regulares para avanzar en la historia.
El nuevo videojuego utiliza el motor de juego de Capcom, el Re Engine (Motor Re) originalmente utilizado en el videojuego Resident Evil 7, además de ello se alteró la mecánica de pelea para incluir más elementos de combate cuerpo a cuerpo, el comportamiento de los enemigos ha sido actualizado, siendo los zombis capaces de abrir puertas y pasar entre distintas zonas no seguras de manera similar a Resident Evil 2. Además, con el nuevo motor de juego, el daño de los enemigos se vuelve acumulativo y progresivo, siendo afectados visualmente por los distintos golpes y disparos del jugador; Existen algunas diferencias en cuanto a la jugabilidad de los personajes, siendo Jill más ágil y rápida, teniendo la habilidad de evadir a los enemigos, y Carlos más lento, resistente, y atacante, teniendo la posibilidad de hacer contraataques físicos con sus puños.
A mediados de diciembre del año 2019 se anunció que la nueva versión de Resident Evil 3 contaría con un modo de juego multijugador totalmente nuevo, que posibilitaría la jugabilidad de 2 o varios jugadores.

## Historia

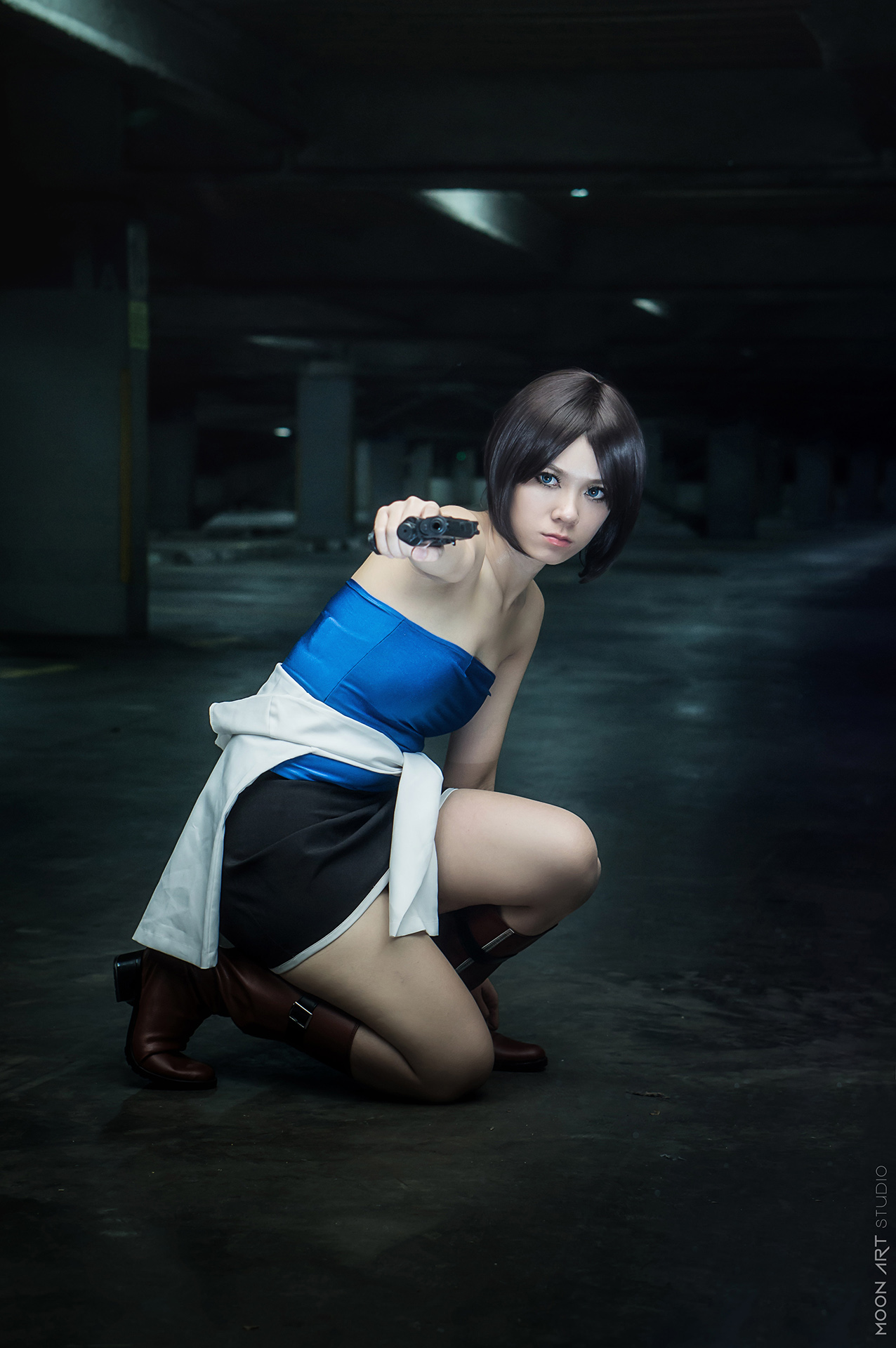
El personaje de Jill Valentine ha sido rediseñado para la nueva versión

### Premisa
La historia de Resident Evil 3 al igual que el original, se desarrolla en un período de varios días, iniciado a finales de septiembre del año 1998 y terminando el 1 de octubre.
El 28 de septiembre del año 1998, 24 horas antes de los eventos de Resident Evil 2, la exmiembro del Servicio de Tácticas Especiales y Rescate (STARS), Jill Valentine, intenta escapar de Raccoon City. La mayoría de la población se ha transformado en zombis por un brote del virus T, un nuevo tipo de arma biológica desarrollada en secreto por la compañía farmacéutica Umbrella.

### Argumento

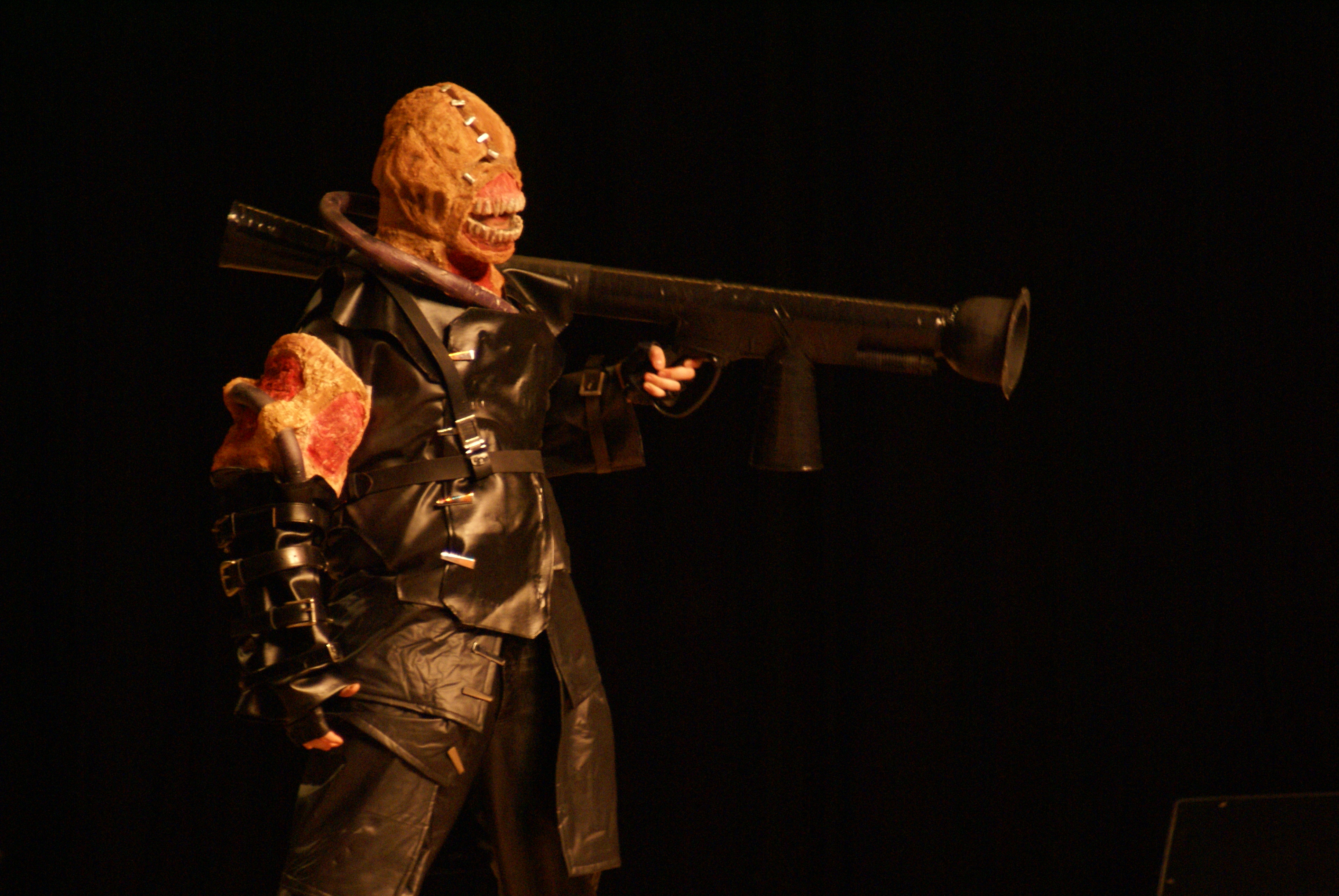
Imagen de Nemesis, el jefe de Resident Evil 3. El nuevo diseño y funcionamiento de Nemesis fueron elogiados por agregarle intensidad al juego

Raccoon City se convierte en un caos por un apocalipsis zombi causada por un brote de virus T. El 28 de septiembre de 1998, la exmiembro del Servicio Especial de Tácticas y Rescate (S.T.A.R.S.), Jill Valentine, es atacada en su departamento por una arma biológica inteligente conocida como Nemesis, que intenta matarla a ella y a todos los miembros restantes de S.T.A.R.S. Al escapar del edificio, se encuentra con Brad Vickers, piloto de helicóptero del equipo Alpha de S.T.A.R.S. que le sugiere que es hora de escapar de la ciudad, pero durante su fuga, Brad termina mordido por zombis mientras intenta salvar a Jill. Después de otro encuentro con Nemesis, es salvada por el mercenario del U.B.C.S, Carlos Oliveira. Carlos y su grupo de mercenarios sobrevivientes, el comandante de sección Mijaíl Victor, el experto en informática Tyrell Patrick y el ex-spetsnaz Nicholai Ginovaef, han tomado refugio en una estación de metro cercana con la intención de usar un tren para evacuar varios ciudadanos que han rescatado, pero dicho tren no puede avanzar debido a escombros en el túnel y falta de corriente eléctrica. Jill se ofrece a reactivar la corriente mientras Mijaíl le ordena a Carlos despejar el túnel.
Después de sobrevivir a varios encuentros con Nemesis, Jill logra reactivar la corriente del metro y volver a la estación para continuar con su escape. Estando listos para partir, Mijaíl le ordena a Carlos y Tyrell buscar y encontrar en la comisaría al doctor Nathaniel Bard, un científico de Umbrella que podría saber cómo hacer una vacuna para el virus T y salvar a la ciudad. Cuando Jill, Nicholai y Mijaíl salen en el tren, Mijaíl expresa sus sospechas hacia Nicholai sobre cómo su pelotón fue emboscado por zombis y solo él sobrevivió. Avanzando por las vías, Nemesis ataca de repente el tren y mata a los civiles; para escapar ileso, Nicholai deja encerrados a Jill y Mijaíl en el vagón contiguo al monstruo, sin más opción, Jill se prepara para combatir, pero Mijaíl le pide que se abstenga y este es empalado por un tentáculo de Nemesis. Estando cara a cara con el mutante, Mijaíl se autoinmola con un bloque de C4, haciendo que el tren se descarrile y Jill pierda el conocimiento.
Carlos y Tyrell se desplazan a la comisaría en búsqueda de Bard, quien supuestamente se encuentra en la oficina de S.T.A.R.S. Al llegar a la puerta principal, se topan con el teniente de la policía de Raccoon City Marvin Branagh, quien está a punto de matar a Brad, que esta casi zombificado, pero en un momento de duda, Brad lo muerde en el abdomen y este huye hacia la comisaría, Carlos se encarga de eliminar a Brad mientras Tyrell fuerza la cerradura de la puerta. Al llegar a la oficina de S.T.A.R.S., se dan cuenta de que Bard no está ahí y en un mensaje pregrabado en una computador, el doctor indica que se está refugiando en el hospital Spencer Memorial y pide que lo rescaten. Mientras Tyrell rastrea la ubicación de Bard, Jill llama a Carlos, informandole de lo sucedido en el metro, pero de repente, Nemesis sale de los tuneles envuelto en llamas, cayendo al río y luego atacando a Jill frente a la Torre del Reloj de Saint Michael. Aun con mutaciones mayores que convirtieron a Nemesis en una gigantesca bestia cuadrúpeda, Jill logra derrotalo otra vez, mientras la policía abandona la plaza, Nemesis vuelve a despertar y la infecta con el virus, lo que la hace caer inconsciente. Carlos encuentra a Jill aproximadamente medio día después y la lleva al hospital Spencer Memorial, donde Tyrell ha confirmado la ubicación de Bard. Carlos se abre paso por el hospital infestado de zombis y Hunter β, solo para descubrir que Bard ha sido asesinado de un tiro a la cabeza. Él ve un video de Bard confesando que el virus T fue creado por Umbrella, y a pesar de que Umbrella lo contrató para desarrollar la vacuna, Umbrella ahora quiere matarlo y eliminar todos los rastros de la existencia del virus. Carlos recupera la vacuna y se la administra a Jill. Tyrell llega al hospital y se dan cuenta de que el gobierno de EE. UU. planea destruir Raccoon City en un ataque nuclear para erradicar la enfermedad. Carlos viaja al laboratorio NEST 2 debajo del hospital para encontrar más vacunas, mientras Tyrell intenta contactar a quien sea que pueda para intentar detener el lanzamiento.
Jill se despierta el día del ataque, el 1 de octubre, y persigue a Carlos hacia NEST 2. Se encuentra con Nicholai, quien se revela como un supervisor contratado por Umbrella para observar y recopilar datos de combate de varias armas biológicas, incluida Nemesis. Nemesis vuelve y mata a Tyrell, continuando su caza a Jill por todo el laboratorio. Jill logra sintetizar una vacuna, pero un encuentro con Nemesis hace que Nicholai se la robe cuando la deja para luchar contra el monstruo. Después de recibir un baño de ácido especial, Nemesis muta aún más, y Jill usa un cañón de rieles experimental para finalmente eliminar a Nemesis para siempre. En el helipuerto del hospital, Nicholai desarma a Jill y destruye la vacuna, reconociendo que no le importa el destino de la ciudad mientras le paguen por ocultar la participación de Umbrella. Carlos interviene y refrena a Nicholai el tiempo suficiente para que Jill le dispare y lo incapacite. Cuando se le interroga sobre para quién trabaja, dice que le dirá y le pagará lo que sea si sobrevive. Molesta por su avaricia, Jill recupera el contenedor destruido de la vacuna y escapa de la ciudad con Carlos en helicóptero, abandonando a Nicholai. La ciudad es destruida por el misil, y Jill promete derribar a Umbrella.
En una escena posterior a los créditos, una persona desconocida toma el contendor de la vacuna en su departamento.

## Desarrollo
Después del lanzamiento de la nueva versión de Resident Evil 2 en enero del año 2019, el productor de Capcom Yoshiaki Hirabayashi dijo que estaban considerando rehacer el videojuego de Resident Evil 3 dependiendo de la reacción de los fanáticos con respecto a la nueva versión de Resident Evil 2.
A través del año 2019 hubo varias filtraciones sin confirmar de materiales del videojuego, principalmente de la rama japonesa de Capcom. La nueva versión se confirmó en diciembre del año 2019 y está programado para lanzarse para PlayStation 4, Xbox One y Windows el 3 de abril del año 2020. También incluirá Resident Evil: Resistance, un modo de juego multijugador basado en equipos eso se conocía anteriormente como Project Resistance.
El desarrollo fue asistido por el estudio M-Two, fundado por el ex CEO de PlatinumGames, Tatsuya Minami, y fue creado usando el RE Engine, que también se usó en Resident Evil 7 y la nueva versión de Resident Evil 2. El modo multijugador, Resident Evil: Resistance, fue desarrollado externamente por NeoBards Entertainment, y se anunció previamente como un videojuego separado, llamado Proyecto Resistance.
Los productores Masachika Kawata y Peter Fabiano dijeron que el equipo intentó honrar el enfoque más orientado a la acción del videojuego original. En consecuencia, alteraron los diseños de los personajes, con Jill vistiendo ropa más práctica y Carlos Oliveira rediseñado como un personaje "más áspero alrededor de los bordes". Nemesis, uno de los aspectos centrales del videojuego, también fue rediseñado y se le dieron nuevas formas de localizar al jugador en comparación con el Mr. X de la nueva versión de Resident Evil 2.

## Lanzamiento
Resident Evil 3 se anunció durante una presentación de PlayStation en diciembre del año 2019, y su lanzamiento se programó para la PlayStation 4, Xbox One y Windows el 3 de abril del año 2020. Una edición de coleccionista exclusiva para GameStop estuvo también disponible para las versiones de consola, incluyendo una figura de Jill Valentine, un libro de arte de tapa dura, un póster del mapa de Raccoon City y una banda sonora. En 2022, el juego recibió mejoras en ray tracing, audio 3D, mejor resolución y mejores tasas de fotogramas por segundo para las plataformas PlayStation 5, Xbox Series X y Series S.

### Diferencias con la versión original

La corporación Umbrella y su logo son vistos en la nueva versión

- Se ha posibilitado un modo multijugador totalmente inédito de los videojuegos originales, llamado Resident Evil: Resistance.

- Cinemáticas rehechas, tanto las introductorias, como de la historia de los personajes.

- Nuevo motor gráfico para permitir gráficos y texturas HD (Previamente usado en Resident Evil 2 (videojuego de 2019)).

- Cámara en tercera persona sobre el hombro, similar a la de Resident Evil 2 (videojuego de 2019).

- Historia reelaborada, con nuevas tramas, se han reescrito las historias y sus personajes e introducido elementos totalmente nuevos.

- Se ha cambiado la vestimenta estándar y canónica de los personajes principales. Aun así se mantiene la posibilidad de activar las versiones originales y una gran cantidad de contenidos visuales adicionales.[16]

- Se han rediseñado los mapas para coincidir con posteriores y anteriores entregas, además de redimensionado la mayoría espacios.

- Habilitado el acceso a nuevas zonas no vistas en el videojuego original.

- Se han introducido elementos de inventario y opciones de Resident Evil 2 (videojuego de 2019).

- Actuación de voz rehecha, con nuevas voces y diálogos.

- Se ha realizado doblaje a más de 26 idiomas distintos.

- Nueva interfaz para el menú principal y los otros menús del videojuego.

- Nueva banda sonora.

## Requisitos
El 2019, Capcom anuncio los requisitos mínimos, y los recomendados para la versión original en computadoras de la nueva versión de Resident Evil 3.
Requisitos mínimos
- Sistema operativo: Windows 7, Windows 8 y Windows 10.
- Procesador: Intel Core i5-4460 2.70GHz/AMD FX-6300 o superior.
- RAM: 8 GB.
- Tarjeta de vídeo: NVIDIA GeForce GTX 760 o AMD Radeon R7 260x con 2GB de vídeo RAM.
- DirectX 11.
- 40 GB de espacio libre en disco duro.

Requisitos recomendados
- Sistema operativo: Windows 7, Windows 8 y Windows 10.
- Procesador: Intel Core i7-3770 o AMD FX-9590
- RAM: 8 GB.
- Tarjeta Gráfica: Nvidia GeForce GTX 960/AMD Radeon R9 280X o superior.
- DirectX 11.
- 50 GB de espacio libre en disco duro.

## Recepción
Resident Evil 3 recibió reseñas generalmente favorables de los medios, según la página de crítica y reseña de Metacritic. El elogio se dirigió hacia sus gráficos potenciados, sonido envolvente, jugabilidad y elementos de terror acelerado. Kotaku le dio al juego una crítica positiva, llamándolo "una experiencia Resident Evil muy intensa y ejecutada con gran confianza". IGN le dio al juego un 9/10 y señaló que era tan fuerte como su predecesor.
Algunas críticas apuntaban a que lo único que separa al videojuego de la perfección es la falta de algunos elementos del videojuego original, específicamente al modo de Los Mercenarios (The Mercenaries). GameSpot dice que el juego comienza con una gran nota, pero no necesita de esos elementos del original para su rejugabilidad. PC Gamer le dio al juego un 68/100, diciendo "En última instancia, es un juego extremadamente superficial, con lujosos valores de producción que no logran enmascarar cuán apresurado y poco ambicioso se siente". Eurogamer también criticó la corta duración del juego sin el modo de Los mercenarios, diciendo "todo esto: el ritmo, la progresión, la acción y el diseño de Nemesis, contribuyen a la sensación de que la nueva versión de Resident Evil 3 ha sido grandiosa y ha terminado demasiado pronto". The Verge le dio al juego una crítica positiva, pero mencionó la corta duración sin los modos del original, la nueva versión fue muy divertida mientras duró.

### Ventas
La proyección de ventas de Resident evil 3 fueron superiores a la de su predecesor, aunque después se redujeron por la pandemia de coronavirus en el mundo. Solo la versión de PlayStation 4 del videojuego vendió alrededor de 200.000 copias en su primera semana a la venta en Japón, lo que lo convirtió en el segundo juego minorista más vendido de la semana en todo el país. Resident Evil 3 Remake logró vender más de 2 millones de copias en sus primeros cinco días entre copias físicas y digitales. A fecha de 8 de febrero de 2022, Capcom informó que el juego había vendido 5 millones de copias.